# Vecsés
Vecsés é uma cidade da Hungria, situada no condado de Peste. Tem 36,17 km² de área e sua população em 2019 foi estimada em 20.935 habitantes.